# PTHLH
PTHLH (англ. Parathyroid hormone like hormone) – білок, який кодується однойменним геном, розташованим у людей на короткому плечі 12-ї хромосоми. Довжина поліпептидного ланцюга білка становить 177 амінокислот, а молекулярна маса — 20 194.
| 10         |  | 20         |  | 30         |  | 40         |  | 50         |
| ---------- |  | ---------- |  | ---------- |  | ---------- |  | ---------- |
| MQRRLVQQWS |  | VAVFLLSYAV |  | PSCGRSVEGL |  | SRRLKRAVSE |  | HQLLHDKGKS |
| IQDLRRRFFL |  | HHLIAEIHTA |  | EIRATSEVSP |  | NSKPSPNTKN |  | HPVRFGSDDE |
| GRYLTQETNK |  | VETYKEQPLK |  | TPGKKKKGKP |  | GKRKEQEKKK |  | RRTRSAWLDS |
| GVTGSGLEGD |  | HLSDTSTTSL |  | ELDSRRH    |  |            |  |            |

A: Аланін

C: Цистеїн

D: Аспарагінова кислота

E: Глутамінова кислота

F: Фенілаланін

G: Гліцин

H: Гістидин

I: Ізолейцин

K: Лізин

L: Лейцин

M: Метіонін

N: Аспарагін

P: Пролін

Q: Глутамін

R: Аргінін

S: Серин

T: Треонін

V: Валін

W: Триптофан

Кодований геном білок за функцією належить до гормонів. 
Задіяний у такому біологічному процесі, як альтернативний сплайсинг. 
Білок має сайт для зв'язування з іоном кальцію. 
Локалізований у цитоплазмі, ядрі.
Також секретований назовні.